# Nabha
Nabha [na'ba] är en stad i den indiska delstaten Punjab, och tillhör distriktet Patiala. Folkmängden uppgick till 67 972 invånare vid folkräkningen 2011.
Nabha var förr huvudstad i en brittisk vasallstat med samma namn, i dåvarande provinsen Punjab.